# 比亚奥拉
比亚奥拉（Biaora），是印度中央邦Rajgarh县的一个城镇。总人口37816（2001年）。

## 人口
该地2001年总人口37816人，其中男性20105人，女性17711人；0—6岁人口5755人，其中男2991人，女2764人；识字率64.58%，其中男性为73.13%，女性为54.87%。